# الدوري النمساوي 1981–82
الدوري النمساوي الممتاز 1981–82 (بالألمانية: Österreichische Fußballmeisterschaft 1981/82)‏ هو الموسم 71 من  بوندسليغا النمسا لكرة القدم. أشرف على تنظيمه اتحاد النمسا لكرة القدم، وكان عدد الأندية المشاركة فيه  10، وفاز فيه رابيد فيينا.